# けん玉の技の一覧
けん玉の技の一覧（けんだまのわざのいちらん）では、けん玉の代表的な技として「けん玉検定」「けん玉ワールドカップ」「けん玉の技百選」を紹介する。
けん玉の部位の名称などに関してはけん玉の記事を参照。また、近年では技のことを英語でトリックと表すことも多い。

## けん玉ワールドカップ
けん玉ワールドカップでは、毎年、その年の大会で使用する公式トリック（＝技）が発表される。
基本的な技から、世界的なトレンドや新たに開発された技が公式トリックとして取り入れられ、難易度に応じてレベル１～10まで（年によっては12まで）、各10個ずつのトリックリストが設定される。
けん玉ワールドカップ廿日市トリックリストから過去の一覧が確認できる

## けん玉の技百選
けん玉の技百選は、2000年5月5日に、NPO法人日本けん玉協会の25周年記念事業の一つとして発表されたものである。
けん玉の技の中から代表的なものを、日本けん玉協会百選委員会が分類・選定した。2010年代以降一般的となったジャグリングやフリップといった最新の技は多く含まれていないが、伝承的な技を体系的に網羅しているのが特徴。
日本けん玉協会が定めるけん玉道日本一を決める大会の一つ『全日本けん玉道選手権大会（毎年5月開催）』において、競い合う技12種目のうち「変動種目」として毎年2つほど入れ替え制でけん玉の技百選から選定される。
けん玉の技百選を広く普及させる目的で、また遊び方の一つとして、『けん玉マスター』の称号がある。百の技すべてを3回中3回連続で成功させることができると「プラチナマスター」、すべての技を3回中2回連続で成功させることができると「ゴールドマスター」、すべての技を3回中1回成功させることができると「シルバーマスター」となる。2009年03月現在、プラチナマスターは認定者無し、ゴールドマスターは3人しかいない。
なお、あまりにもハードルが高いため、百の技すべてで無くても認定できるよう50の技ができれば「ブロンズ50」の称号を設けた。以降「ブロンズ60・70・80・90」がある。けん玉マスターは『けん玉の技百選』著者であるTouch氏のホームページ「kendama.top」上で確認できる
かっこ内の三桁の番号は通し番号である。以下では右利きの人が技を行うとして解説する（左利きの場合は左右が逆となる）。
玉を皿に乗せる技。
大皿 (001)
下に垂らした玉を引き上げて、大皿に乗せる。
リフティング大皿 (002)
大皿に乗せた玉を軽く放り投げ、サッカーボールをリフティングするように太ももで蹴り上げて再び大皿に乗せる。足の左右、蹴る回数は問わない。
小皿 (003)
下に垂らした玉を引き上げて、小皿に乗せる。
中皿 (004)
下に垂らした玉を引き上げて、中皿に乗せる。
野球 (005)
大皿に乗った状態の玉をけんじりで打って一回転させ、玉を再び大皿に乗せる。
ろうそく (006)
けん先を持って玉を中皿に乗せる。赤い玉のけん玉を使って行うと、完成した姿が火の灯ったろうそくのように見える。
遠心力 (007)
大皿に玉を乗せ、遠心力によって大皿から玉が離れないようにけんを1回転させる。
つばめ返し (008)
おしゃもじグリップでけんを握り、玉を大皿に乗せる。そして、玉をジャンプさせている間に玉の回りをけんで回し、再び大皿で玉を受ける。右回りか左回りか、また回転数は問わない。
はやて中皿 (009)
飛行機が完成した状態から、けん玉を軽く空中に放り投げる。玉にささったけんを抜き、素早く玉の下に持ってきて玉を中皿で受ける。
空中ぶらんこ (010)
けん先に玉がささった状態で糸の部分を持つ。けん玉を空中に放り投げ、けんを取り、前方に振り出された玉を中皿で受ける。
トルネード中皿 (011)
けん先に玉がささっていない状態で、糸を右手の人差し指に引っ掛けた状態にする。けん玉を自分から見て時計回りに回転させ、3回転ほどしたら放り投げ、けんを取り、玉を中皿で受ける。

### もしかめ系
所定の動作(主に皿に乗せる)を繰り返し、持続時間や回数を競う技。糸の無いけん玉の使用も認められている(公式の競技会や級段位の認定では糸のないけん玉を使わなければならない)。名前の由来は童謡『うさぎとかめ』の歌い出しから。この童謡を歌いながらリズムよく遊ぶ。
もしかめ (012)
大皿に玉が乗った状態から始める。中皿→大皿→中皿→…と交互に玉を移動させる。回数は、大皿に乗ったときを1回目と数える。
かじ屋 (013)
もしかめと同様だが、大皿から中皿に移しかえるときに中皿のふちで玉を叩いてから中皿で受ける。三味線、ライターと呼ばれることもある。
大波小波 (014)
もしかめと同様だが、体を大きく左右に振りながら行う。

### とめけん系
玉をけん先で受ける技。
とめけん (015)
玉を垂直に引き上げ、けん先で受ける。
居合いとめけん (016)
玉を引き上げる動作を行わず、けんを下げる動きのみで玉をけんに入れる。単に居合いと呼ばれることもある。
おとしだま (017)
床に設置したけんの上から玉を落としてけんに入れる。けんは動かさない。
掛け軸返しとめけん (018)
親指以外の4本の指を揃え、そこに大皿のふちを引っ掛けた状態からはじめる。けん玉を投げ上げ、一回転したけんを取り、とめけんのように落下してくる玉をけん先で受ける。
やじろべえとめけん (019)
小指の上にけんを水平に乗せるグリップからはじめる。けん玉を投げ上げ、けんを取り、とめけんのように落下してくる玉をけん先で受ける。
つるしとめけん (020)
けん先に玉がささっていない状態でつるしグリップで持つ。けん玉を垂直に投げ上げ、けんを取り、とめけんのように落下してくる玉をけん先で受ける。

### 飛行機系
けんを回転させて穴に入れる技。
飛行機 (021)
玉の穴を上にして持ち、けんを半回転させて玉の穴に入れる。
一回転飛行機 (022)
けんを一回転半させた後に穴に入れる。木の葉おとしと呼ばれることもある。
二回転飛行機 (023)
けんを二回転半させた後に穴に入れる。上の一回転飛行機のことを二回転飛行機ということもある。
スクランブル飛行機 (024)
飛行機を行うが、途中で糸を指にかけてけん玉を1回転させる。
八の字旋回飛行機 (025)
けんを左右に八の字に振り回してから飛行機を行う。
つるし一回転飛行機 (026)
けん先に玉がささっていない状態でつるしグリップで持つ。けん玉を前方に放り投げ、玉を取り、一回転飛行機を決める。
手のひら飛行機 (027)
手のひらにけん玉を置いた状態からけん玉を放り上げ、玉をキャッチして飛行機を行う。

### ふりけん系
玉を回転させ、けん先で受ける技。
ふりけん (028)
玉を1回転させ、けん先で受ける。
うらふりけん (029)
ふりけんとは反対に玉を回転させ、けんの先で受ける。玉はけんと自分の体の間を通る。
風車けん (030)
ふりけんの途中、けんを人差し指を軸にして1回転させる。
指切りげんまん (031)
ふりけんの途中、糸を右手の小指に何回か巻きつける。
小指姫 (032)
ふりけんの要領で玉を小指に入れる。
ろうそく返し (033)
ろうそくを完成させた後、けん玉を空中に投げ上げ、回転して落ちてくるけんを取って玉をけん先で受ける。
ろうそくうらふりけん (034)
ろうそくグリップから玉をうらふりけんのように回し、けんをとめけんグリップに持ち替えて玉をけん先で受ける。
ふりけんつむじ風 (035)
ふりけんの途中、けんを空中で1回転させる。
つるしふりけん (036)
けん先に玉がささっていない状態でつるしグリップで持つ。けん玉を前方に放り投げ、けんを取り、1回転した玉をけん先で受ける。

### 一周系
玉をけんの大皿･小皿･中皿･けん先などの場所に乗せる、またはけん先で受ける動作を連続して行う技。
村一周 (037)
大皿〜けん
県一周 (038)
中皿〜けん
日本一周 (039)
小皿〜大皿〜けん
ヨーロッパ一周 (040)
小皿〜けん〜大皿〜けん〜中皿〜けん
世界一周 (041)
小皿〜大皿〜中皿〜けん
宇宙一周 (042)
けん先〜けん〜小皿〜けん〜大皿〜けん〜中皿〜けん
皿胴一周 (043)
小皿〜けん先〜大皿〜裏側のけん先〜小皿〜けん

### 灯台系
けんを中皿を下にして玉の上に一定時間立てる技。
灯台 (044)
玉を持ち、けんを垂直に引き上げて中皿を下にして玉の上に立てる。
さか落とし (045)
灯台を成功させた後、けんを半回転させて玉で受ける。
倒立(046)
飛行機が完成した状態から、けんを半回転させて玉の上に乗せる。
灯台とんぼ返り (047)
灯台を成功させた後、けんを一回転させて再び玉の上に乗せる。
灯台返し (048)
けんを引き上げ、玉でけんじりを叩いてけんを半回転させて玉で受ける。
大皿さか落とし (049)
とめけん持ちで大皿に玉を乗せ、けん玉を空中に放り投げて玉をつかみ、4分の3回転してくるけんを玉で受ける。
一回転灯台 (050)
飛行機のようにけんを前方に振り、一回転させて灯台を決める。
二回転灯台 (051)
けんを前方に振り、二回転させて灯台を決める。
つるし灯台 (052)
けん先に玉がささっていない状態でつるしグリップで持つ。けん玉を垂直に投げ上げ、玉を取り、灯台を決める。
つるし一回転灯台 (053)
けん先に玉がささっていない状態でつるしグリップで持つ。けん玉を前方に放り投げ、玉を取り、一回転灯台を決める。
うずしお灯台 (054)
けん先に玉がささった状態で糸の部分に人差し指を引っ掛け、前方に振り出して数回転させる。途中でけん玉を前方に放り投げ、玉を取り、灯台を決める。

### すべり系
けんに乗せた玉をけんから離さずに別の場所に移動させる技。
けん先すべり (055)
けん先に玉を乗せ、すべらせてけんに入れる。すべりけんとも言う。
うらけん先すべり
けん先すべりを裏側のけん先で行う。
大皿すべり (057)
玉を大皿に乗せ、転がしてけん先で受ける。
おすべり (058)
極意グリップでけん先に乗せた玉をすべらせて中皿に移す。

### まわし系
玉を空中で回転させけん先で受ける、またはけんを空中で回転させ玉の穴で受ける技。
地球まわし (059)
玉を一回転させて再びけん先で受ける。回転方向は技を行う人の右側から見て反時計回りとなる。うらけんと呼ばれることもある。
うら地球まわし (060)
地球まわしの反対回転をする。
はねけん (061)
飛行機を成功させたあと、けんを一回転させて再び玉で受ける。木の葉がえしと呼ばれることもある。
横はねけん (062)
横回転のはねけん。
山びこ返し (063)
玉を持ち、けんを右横にふり横回転させて玉でけんを入れる、いわば横一回転飛行機。これ以外にも多数のやり方がある。
招き猫はねけん (064)
右手の握りこぶしの手の甲にあるけん先に玉を入れた状態のけん玉を乗せる。けん玉を放り投げ、玉を取り、一回転したけんを受ける。

### うぐいす系
玉を、穴がけん先側またはけんじり側の大皿(小皿)のふちに接した状態でけんに一定時間乗せる技。
うぐいす (065)
大皿または小皿の縁とけん先の間に玉を乗せる。
うぐいすの谷渡り (066)
大皿うぐいす(小皿うぐいす)〜小皿うぐいす(大皿うぐいす)〜けんと移動させる。
銀河系一周 (067)
けん先〜うぐいす〜小皿(大皿)〜うぐいす〜大皿(小皿)〜うぐいす〜中皿〜うぐいす→うぐいす→けんの順に移動させる(→は地球まわしの要領で玉を回転させる)。
こっくり (068)
うぐいすを成功させた後、玉を大皿に移し再びうぐいすに戻す。玉はけんから離さない。こっくりさんともいう。
エベレスト (069)
ろうそくグリップで、玉を小皿(大皿)の縁とけんの間に乗せ(さるのこしかけ)、それを中皿に移し、最後に大皿(小皿)の縁とけんの間に移す。

### 極意系
玉を、けんの上の不安定な場所に一定時間乗せる技。名前の由来は日月ボールの頃に最も難しい技とされていたことから。
すべり止め極意 (070)
すべり止めに玉を乗せる。
中皿極意 (071)
中皿の縁に玉を乗せる。
大皿極意 (072)
大皿の縁に玉を乗せる。
太陽極意 (073)
とめけんグリップですべり止めの裏に玉を乗せる。

### 静止系
月面着陸 (074)
大皿または小皿と玉が接するようにけんを玉の上に乗せる。奥義剣、大砲、ピストルと呼ばれることもある。大砲は右側からふって玉に乗せる。
たけうま (075)
玉を持ってけんを前方に振り出し、うぐいすを上下逆にした形になるようにけんを玉の上に乗せる。

### 空中系
けん玉を糸が張った状態で投げ上げて回転させ、玉を取ってけんを穴で受ける、またはけんを取って玉をけん先で受ける技。
宇宙遊泳 (076)
けんを持った状態からけん玉を空中に投げ、半回転させたあと玉を取ってけんを玉で受ける。
円月殺法 (077)
けんを持った状態からけん玉を空中に投げ、一回転させたあとけんを取って玉をけん先で受ける。
稲妻落とし (078)
けんを持った状態からけん玉を空中に投げ、一回転半させたあと玉を取ってけんを玉で受ける。
胡蝶の舞 (079)
円月殺法と同様だが、投げたけん玉を回転させてけんを取る動作を2回続けて行ってから玉をけん先で受ける。
はやぶさ返し (080)
左手でけんを持った状態からはじめ、背面を通して体の右側でけんを離して宇宙遊泳を行う。
ジャンピング宇宙遊泳 (081)
けんを持った状態からけん玉を空中に投げ、半回転させた後糸を手首の内側に引っ掛け、けん玉を3〜5回程度回転させてから玉を取って玉をけん先で受ける。
はやて落とし (082)
けんを持った状態からけん玉を空中に投げるが、宇宙遊泳のように空中で回転させずにすぐに玉を受け止めてそこからけんを玉で受ける。

### あやとり系
けんを糸で作った輪に引っ掛ける技。
あやとり (083)
玉を持ってけんを上に引き上げ、指で作った糸の輪の中に中皿を通し、けんがぶら下がった形にする。
あやとり宇宙ロケット (084)
玉を持ってけんを上に引き上げ、指で作った糸の輪の中にけん先を通し、中皿を指で押さえることによってけんが宇宙船のようになる。

### 特殊系
上記の分類に含まれない技。
おみこし (085)
皿胴のけんじり側に玉を乗せる。
金魚すくい (086)
床に置いた玉を大皿ですくう。
竹とんぼ (087)
玉をけんにさした状態から、玉を上に向かって横回転させ、ふたたびけんで玉を受ける。
こま (088)
けん先に玉が入った状態から、右手の親指で玉に回転を与えながら玉を前にふりだし、回転が止まる前に再び引き上げてけん先で受ける。
きりもみ (089)
竹とんぼの玉とけんを逆にした技。
玉つきさし（ダウンスパイク） (090)
垂らされた玉を引き上げ、突き刺す。
すくいけん (091)
玉つきさしの玉とけんを反対にする。
一回転すくいけん (092)
けんを1回転させてすくいけんを行う。
ペンシルまわし (093)
玉を大皿に乗せ、小皿に添えた中指を軸にしてけん玉を回転させる。
ガンマン (094)
玉をけんにさし、人差し指を軸にして1回転させる。空中で玉がけん先から外れてはならない。
ヘリコプター (095)
極意グリップで皿胴のけんじり側に玉を乗せ、けん玉を空中で水平に回転させて元に戻す。右回転か左回転かは問わない。
手拍子つるし持ち (096)
けん先に玉がささった状態で糸の部分を持つ。けん玉を空中に放り投げ、手を叩いてからけんの方をキャッチする。空中で玉がけん先から外れてはならない。
持ちかえわざ (097)
玉をけんにさしたけん玉を空中に放り投げ、けんを持った状態から玉を持った状態にする。または玉を持った状態からけんを持った状態にする。
ひっつき虫 (098)
玉をまっすぐ引き上げて大皿を親指で止める。その時に真正面から親指が見えないようにする(正面からはけんが玉に吸い付いているように見える)。
秘竜のぼりけん (099)
中皿に玉を乗せ、玉が落ちないようにしてけん玉を右手首の付近や体の上を回るように移動させる。最後に玉をけん先で受ける。
しまいけん (100)
ふりけんのように玉をふりだし、何回か糸を皿胴に巻きつけてから玉をけん先で受ける。

## けん玉の技百選以外のけん玉の技
町一周
けん先〜けん
市内一周
小皿〜けん
地方一周
大皿(小皿)〜けん〜中皿〜けん
アジア一周
小皿(大皿)〜けん〜大皿(小皿)〜けん
さかとめけん
大皿グリップでとめけんを行う。
前うち
もしかめと似ているが、玉を中皿に乗せる代わりに大皿側のけんじりで叩く。
裏うち
前うちと同様だが、玉を小皿側のけんじりで叩く。
けん先もしかめ
ろうそくグリップでもしかめをする。
サイドワインダー
横回転の地球まわし。
まわしとめけん
玉を回してとめけんを行う。偶力の効果で、回転している玉は穴を下側に保ったまま引き上げられるので、通常のとめけんより難易度が低い。とめけんの練習用の技である。
あやとりはかり
あやとりと同じように糸を使った技。完成すると竿ばかりのようになる。
あやとり飛行機
あやとりと同じように糸を使った技。完成すると飛行機のようになる。
あやとりスカイダイビング
あやとりを前に振って行う。
はたきけん
引き上げた玉をけんじりでたたいて半回転させ、けん先で上から突き刺してすぐに手首を返す。けん先で玉を受けた状態になる。
米つきばった
飛行機を完成させた状態で、はねけんの要領でけんを空中で1回転させ、けんじりを玉でたたいて今度は逆に一回転させ、再び玉で受ける。
とんぼたたき
玉を持ち、飛行機の要領でけんを前に振り出すが、けんじりを玉でたたいてけんを逆方向に一回転させ、玉で受ける。
宇宙遊泳山びこ返し
宇宙遊泳から山びこ返しへの複合技。
ふりこ灯台
玉を持ち、けんを振り子のように左右に揺らし、けんをまっすぐ引き上げて灯台を行う。
両手もしかめ
2つのけん玉を用意し、両手でそれぞれもしかめをする。
段違いもしかめ
両手でもしかめをするが、右側の玉が大皿にあるときは左側の玉が中皿にあるように段違いにする。
交差とめけん
両手でとめけんをするが、右手のけんで左の玉、左手のけんで右の玉を受ける。成功後にけん玉を離すと2本の糸がクロスしている。
両手ふりけん
両手でふりけんをする。
片手灯台・片手ろうそく
片手で灯台、もう片手でろうそくをする。
月面着陸とんぼ返り
月面着陸を完成させたあと、けんを灯台とんぼ返りのように跳ね上げて再び月面着陸の状態にする。
月面着陸一回転ひねり
月面着陸とんぼ返りとちがってきりもみ状態に回転させる。
小指一回転灯台
小指を穴に入れることによって玉を保持し、一回転灯台を行う。
小指大車輪灯台
小指を穴に入れて大車輪灯台を行う。大車輪灯台は、前にふりだしたけんを、糸を張ったまま玉を中心に大きく1回転させてから一回転灯台をする。
小指灯台とんぼ返り
小指を穴に入れて灯台とんぼ返りを行う。
小指月面着陸
小指を穴に入れて月面着陸を行う。
二人宇宙遊泳
2人が縦に並んで宇宙遊泳を行う。後ろ側の人がけん玉を投げ上げ、前の人が玉をキャッチして宇宙遊泳を行う。
十字〜前方旋回
玉を持ってけんを垂直に上げ、左手の人差し指と大皿の縁に糸をかけた状態にする(十字)。そこから左手の指を離してけんを前にふりだし、一回転飛行機の要領でけんを玉で受ける。
つるし二回転灯台
つるし一回転灯台と同様だが、けんを2回転させる。
きしゃぽっぽ
おみこしの状態でけん玉を水平に床に置き、けんじりを持って玉がけんから落ちないようにしながら前に進む。
くしだんご
玉を床に置く。けんを持ち、糸で玉を引いて玉を転がす。穴が横方向を向いた瞬間にけん先で玉をつきさす。
たなからぼたもち
机の端などに玉を置く。けんを持ち、糸で引いて落下してきた玉を大皿で受ける。
スカイダイビング
机の端などにけんを中皿を下にして置く。けんを持ち、たなからぼたもちと同様に糸で引いて落下してきたけんを玉で受ける。
おとしけん
おとしだまのけんと玉を逆にしたもの。